# Kurs i allmän lingvistik
Kurs i allmän lingvistik (franska Cours de linguistique générale, oftast förkortat Kursen) är ett verk som grundar sig på elevers anteckningar från föreläsningar av den schweiziske lingvisten Ferdinand de Saussure mellan 1906 och 1911.
Själv skrev de Saussure aldrig någonting om allmän lingvistik utan Kursen är redigerad av hans två studenter Charles Bally och Albert Sechehaye som publicerade boken efter de Saussures död 1916. Föreläsningarna i Kursen hölls av de Saussure när han var professor vid Genèves universitet..
Utanför lingvistiken har boken även influerat andra vetenskaper såsom strukturalism och semiotik.
Kursens svenska översättning, med förord av Göran Sonesson, kom ut 2015 och den är översatt av Anders Löfqvist.